# Bataille du Sabis
Guerre des Gaules
Batailles
- Magetobriga (60)
- Arar (58)
- Cavillonum (58)
- Bibracte (58)
- Ochsenfeld (58)
- L'Aisne (57)
- Le Sabis (57)
- Octodure (57)
- Morbihan (navale) (56)
- Vernix (56)
- Expéditions en Bretagne (55 et 54)
- Aduatuca (54)
- Avaricum (52)
- Gergovie (52)
- Lutèce (52)
- Alésia (52)
- Uxellodunum (51)

La bataille du Sabis (peut-être la Selle ou l'Escaut) voit la deuxième victoire des Romains sur les Belges en 57 av. J.-C. après la bataille de l'Aisne en été.
Jules César consacre une grande partie de son livre II des De Bello Gallico à la bataille. La bravoure des Belges met en péril l'armée romaine qui, cependant, finit par l'emporter.

## Contexte
La menace germaine d'Arioviste ayant pris fin à la bataille de l'Ochsenfeld, l'ancienne inimitié entre les tribus gauloises refait surface et, dans un même temps, l'intolérance croissante de l'occupation romaine. Dans cette situation, de nombreux Gaulois cherchent des alliances avec les Belges, qui eux-mêmes s'unissent contre Rome. César, alors en Gaule cisalpine, est notamment informé de cette ligue par Titus Labienus, commandant des légions romaines en Gaule. Les Belges s'échangent mutuellement des otages et s'allient contre Rome par crainte de voir cette dernière se retourner contre eux une fois la Gaule pacifiée. Et les demandes de certains peuples gaulois, qui ne supportent pas que l'armée romaine hiverne sur leurs terres, encouragent l'alliance belge,.
Ces derniers ont la réputation d'être les plus vaillants en Gaule : ce sont les seuls à avoir repoussé la terrible invasion des Cimbres et des Teutons, qui ont traversé le reste de la Gaule et fait trembler Rome elle-même. Les vaincre donnerait à réfléchir aux autres Gaulois selon César.

## Prémices
Déjà vainqueur d'une grande coalition menée par Suessions et les Bellovaques, de 306 000 guerriers selon César, chiffres à prendre avec précautions, il s'aventure plus au nord de la Gaule, dans le pays des Nerviens.

## Campagne romaine
Après le massacre de l'Aisne, le proconsul reprend sa marche vers le pays des Bellovaques et sa capitale Bratustantium (aujourd'hui près de Beauvais). Cette fois-ci, ce sont les Éduens, par l'intermédiaire de Diviciacos, qui intercèdent en faveur de ce peuple, en les décrivant comme d'honnêtes alliés qui se sont rebellés car trompés par leurs chefs. César accepte les demandes de son fidèle allié Diviciacos, et accepte la soumission des Bellovaques, en échange de 600 otages. Ensuite, le général romain marche contre les Ambiens qui se soumettent aussitôt, puis le proconsul apprend que les Nerviens mènent une nouvelle coalition. Après trois jours de marche, César s'approche de la rivière Sabis (peut-être la Selle ou l'Escaut) où il apprend qu'une grande armée composée de Nerviens, Atrebates et Viromanduens l'y attendent. Les Atuatuques sont en chemin pour rejoindre les troupes belges, mais n'arriveront pas à temps.

## Déroulement de la bataille
César établit son camp sur une colline face à celui des Belges, séparés par la rivière Sabis. Il mène l'armée avec ses six légions vétéranes (les VII, VIII, IX, X, XI et XII), les deux dernières levées protègent les bagages de l'armée qui suivent (les XIII et XIV).
La cavalerie romaine, accompagnée par les frondeurs et les archers, traverse la rivière et engage le combat contre la cavalerie ennemie, qui soutient le choc, se repliant de temps en temps dans le bois qui couronne sa colline. Pendant ce temps, les six premières légions commencent à bâtir le camp romain, ce qui était le moment que les Nerviens attendaient pour pouvoir profiter de la désorganisation momentanée que les travaux entraînaient dans les rangs romains. L'armée nervienne entière sort donc des bois et charge la cavalerie et l'infanterie légère romaine, qui sont culbutées sans peine. Dans leur élan, ils passent à leur tour la rivière pour attaquer les soldats en train de travailler sur le camp.
Devant une telle situation, où l'ennemi tombe sur l'armée de César qui n'est pas prête, les lieutenants et les soldats réussissent à former quelques lignes avant le premier choc. Une grande partie des soldats n'est pas totalement équipée, faute de temps, et César et ses lieutenants parent au plus pressé, quelque peu dans le désordre, mais soutiennent le choc. Sur l'aile gauche de l'armée, les neuvième et dixième légions tombent sur les Atrebates à bout de souffle, et les repoussent promptement dans la rivière, perpétrant un massacre. Au centre, les huitième et onzième légions repoussent les Viromanduens jusqu'à la rivière, laissant l'aile droite et le camp en position dangereuse, à découvert. Le gros des Nerviens, commandé par  Boduognatos, encercle les deux dernières des six légions de la première ligne et s'empare du camp romain, mettant en fuite les valets d'armée, la cavalerie et l'infanterie légère qui revenait au combat, ainsi que les troupes auxiliaires gauloises.
César appelle alors à la rescousse les deux dernières légions, préposées aux bagages, et Titus Labienus, qui s'était emparé du camp ennemi avec les quatre légions victorieuses. Ce dernier en renvoie une, la dixième, sauver l'armée de César et prendre à revers l'armée ennemie. Celle-ci, entourée, ne lâche que peu de terrain et résiste jusqu'à la mort. La bataille du Sabis voit presque la disparition du peuple des Nerviens, et d'importantes pertes côté romain.
Selon César, seuls 500 combattants belges survivent, sur les 60 000 au départ, et il accepte la soumission du reste de la population belge, qu'il autorise à retourner sur leurs terres,.

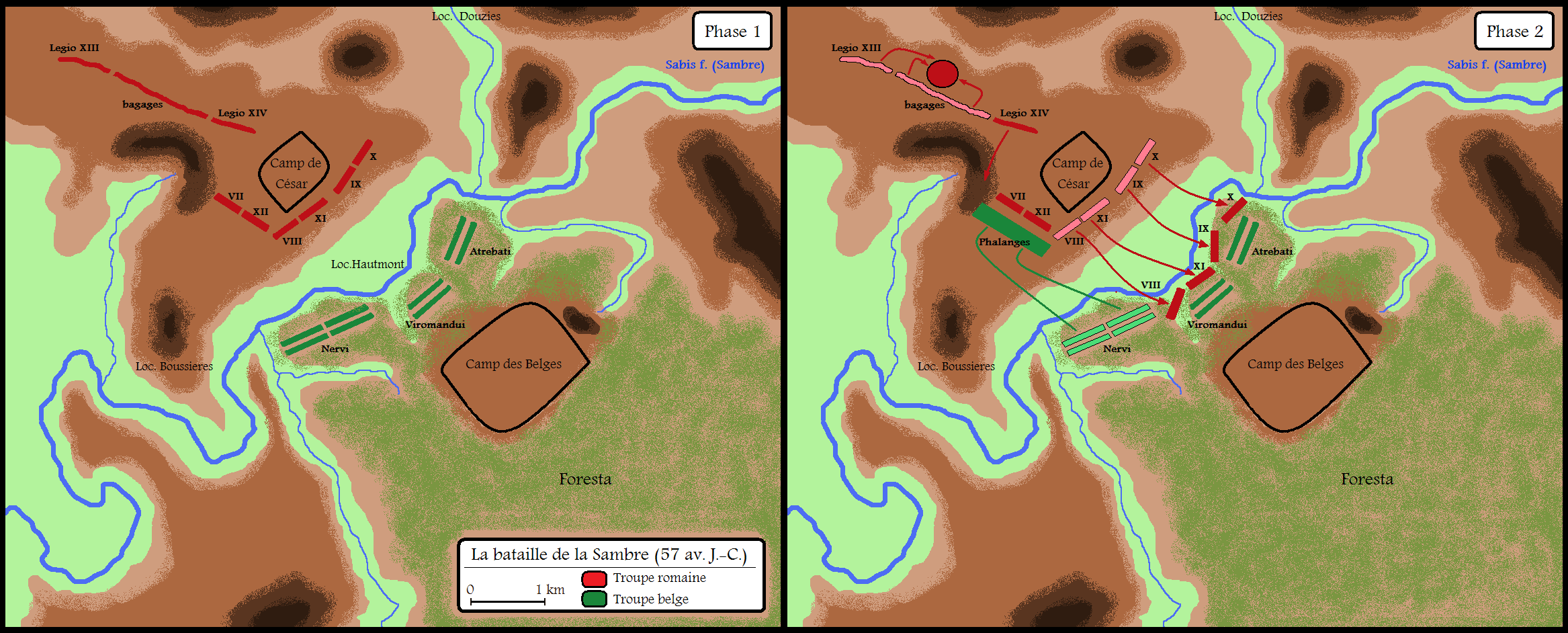
Bataille du Sabis opposant l'armée des Nerviens, Atrébates et Viromanduens aux légions de César et de son lieutenant Labienus.

## Conséquences
Les Atuatuques font demi-tour quand ils apprennent le désastre de leurs alliés, et se retirent dans un camp retranché entouré de pentes abruptes sur trois côtés. Cet oppidum est situé au bois du Grand Bon Dieu, près de Thuin (Hainaut en Belgique). César marche alors sur cet oppidum, et quelques petits combats ont lieu aux alentours, jusqu'à ce que les Romains fortifient leur camp, puis préparent les machines de guerre. Celles-ci impressionnent tellement les Belges qu'ils acceptent de se soumettre. Mais une fois la nuit tombée, nombre de guerriers qui avaient gardé leurs armes se lancent dans une attaque désespérée, se battant avec courage, mais tombent sous les coups des Romains plus nombreux et fortifiés : 4 000 d'entre eux meurent cette nuit-là, les quelques autres rejoignant le camp retranché, qui est réduit à l'esclavage ; 53 000 têtes vendues. C'est le dernier peuple belge à être soumis par César. Le récit de César, notamment la traîtrise des Belges, n'est pas du tout remis en cause par Carcopino.
À la fin de ces opérations, toute la Gaule belgique, y compris les terres des Nerviens, Atuatuques, Viromanduens, Atrebates et Éburons, sont sous contrôle romain. César, ayant conquis quasiment entièrement la Gaule après ces deux campagnes militaires, reçut des députés de peuples des deux rives du Rhin, souhaitant se soumettre à la puissance romaine. César, qui doit continuer ses fonctions d'administrateur d'Illyrie et de Gaule cisalpine, remet à plus tard les rencontres et retourne en Italie. Il met les légions en quartier d'hiver chez les Carnutes et les Turones, tribus voisines des dernières guerres,. Ayant besoin que ses exploits en Gaule soient connus et reconnus à Rome, souhaitant aussi montrer le chemin qu'il reste à faire et son propre génie militaire, il publie deux premiers livres résumant ces deux premières campagnes, ceux-là mêmes qui aujourd'hui nous sont parvenus.

## Localisation
Le combat eut lieu près d'une petite rivière que César nomme le Sabis. On a longtemps identifié ce cours d'eau à la Sambre, mais actuellement on admet généralement qu'il s'agit de la Selle. Les arguments en faveur de la Selle sont les suivants :
- Un lien linguistique entre les mots Sabis et Selle (par l'intermédiaire de Seba et du diminutif Sevelle) est très plausible. Cette évolution est d'ailleurs attestée par des sources médiévales. Sambre est par contre issu du celtique Samara « tranquille »[11].
- Sur sa marche depuis le territoire des Bellovaques vers celui des Nerviens, César aura probablement pris la route gauloise qui allait de Boulogne-sur-Mer à Cologne. Celle-ci traverse la Selle et en plus elle traverse à cet endroit la zone frontalière du domaine nervien. Il est donc probable que les Belges attendaient les Romains à cet endroit.
- La route Boulogne-sur-Mer-Cologne est parallèle à la Sambre, alors que la Selle lui est perpendiculaire.
- La Selle occupe une position centrale dans le territoire des tribus belges qui se sont liguées autour des Nerviens, les Atuatuques mis à part. On peut d'ailleurs remarquer que ces derniers arrivèrent trop tard.
- Aux environs de Saulzoir, le relief correspond à la description de César : il y a deux collines qui se font face ; en contrebas se trouve un terrain plat, traversé par la Selle.

En revanche, la Selle, petit cours d'eau secondaire, ne correspond pas avec les deux caractères qu'en donne César : une rivière de « trois pieds » (entre 90cm et 1m) de profondeur (II/18, 3) ; une rivière « très large » (II/27, 5).
L'hypothèse de l'Escaut est parfois avancée pour des raisons logiques.

### Sources
- Jules César (trad. Désiré Nisard), La Guerre des Gaules, Didot, Paris, 1865 (lire en ligne).
- Jérôme Carcopino, Jules César, Paris, Presses universitaires de France, 1990, 6e éd., 591 p. (ISBN 978-2-130-42817-6).